# شیرینی ناپلئونی
شیرینی ناپلئونی (به انگلیسی: Napoleon) یا میل‌فُی (به فرانسوی: Mille-feuille) (فراگویی فرانسه: /mil fœj/) در زبان فرانسوی به معنای هزار برگ، نوعی پای یا شیرینی سه لایه با منشأ و تاریخچه فرانسوی است. میل‌فُی نام اصلی این شیرینی در فرانسه است. اما فرانسوی‌ها به آن ناپلئون نیز می‌گویند و در بسیاری از کافه‌های فرانسه به این نام فروخته می‌شود. ناپلئونی در برخی از کشورها مانند ژاپن در گروه پای‌ها طبقه‌بندی شده است و در برخی دیگر از کشورها در گروه شیرینی‌ها قرار دارد. ناپلئونی از خمیری به نام خمیر هزارلا که خاستگاه قدیمی فرانسوی دارد درست می‌شود. به‌طور سنتی در میان لایه‌های این خمیر کرم کاستارد فرانسوی قرار دارد و سطح بالایی آن با پودر قند پوشانده می‌شود. همچنین ممکن است به‌جای کرم کاستارد، خامه زده شده یا مربا یا دیگر مواد نیز استفاده شود. همچنین گاهی برای پوشاندن سطح بالایی این نوع کیک موادی مانند شکر قنادی، کاکائو، آجیل پودرشده یا آیسینگ به صورت راه‌راه یا نقش‌های نامنظم به رنگ قهوه‌ای و سفید استفاده می‌شود.

## تاریخچه شیرینی ناپلئونی
در کتاب‌های متعدد آشپزی فرانسوی، حداقل از قرن شانزدهم میلادی، همه مواد لازم برای تهیه شیرینی ناپلئونی وجود داشته و شیرینیِ لایه ای شبیه به شیرینی ناپلئونی امروزی در فرانسه تولید می‌شده، اما تاریخ دقیق اولین پخت شیرینی ناپلئونی در فرانسه به‌طور دقیق مشخص نیست.

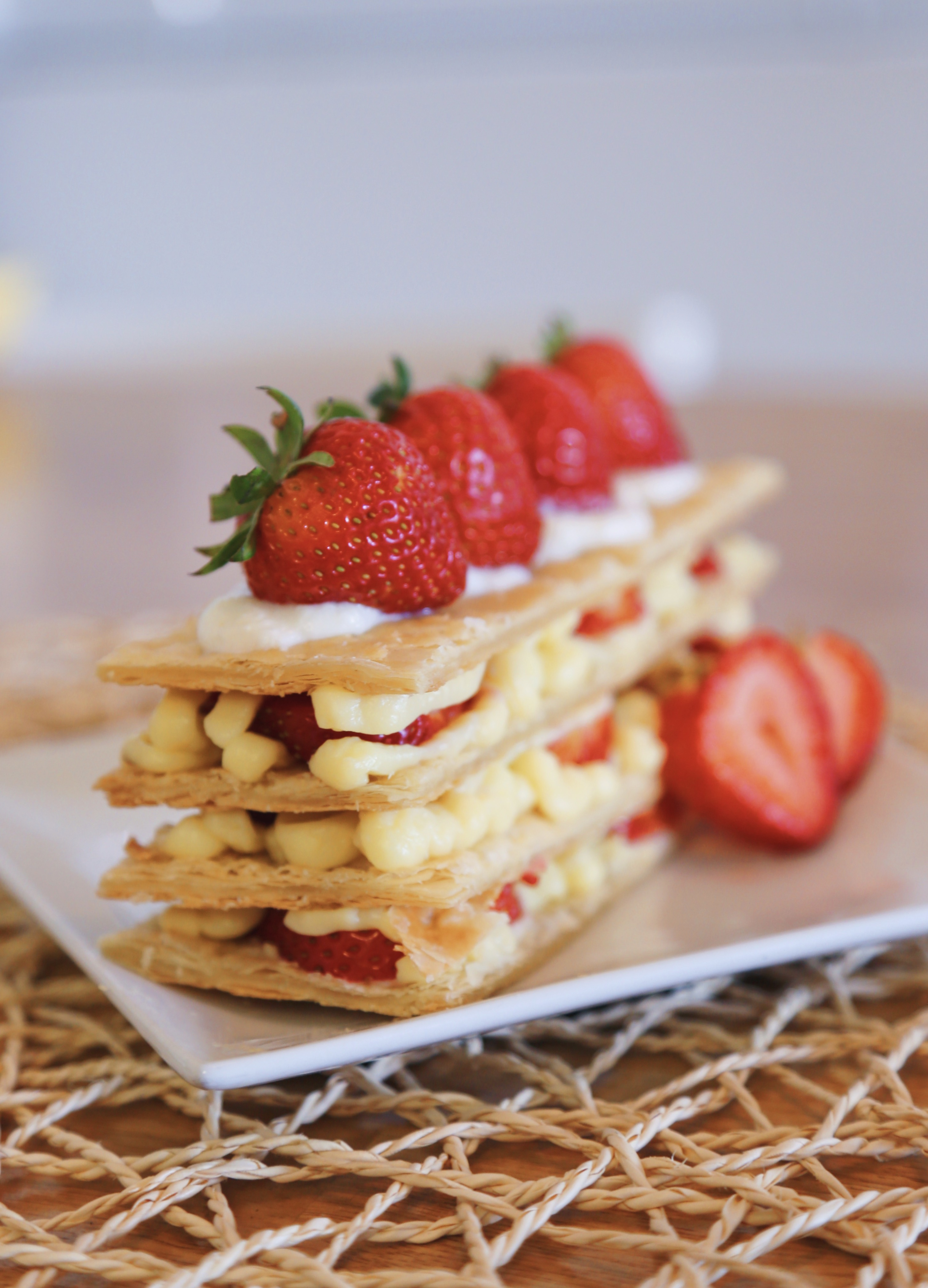
mille-feuille خانگی با توت فرنگی تازه

در ادبیات «روسی»، اولین بار در نیمه اول قرن نوزدهم، از کیکی فرانسوی با عنوان Наполеон (شیرینی ناپلئونی) نام برده شده است. این شیرینی فرانسوی در زمان برگزاری جشن صدمین سالگرد پیروزی روس‌ها بر ناپلئون در جنگ میهنی (سال ۱۸۱۲)، بین عموم مردم روسیه محبوبیت بسیار ویژه‌ای پیدا کرد.
روس‌ها در طی برگزاری این جشن در سال ۱۹۱۲، شیرینی مثلثی لایه‌ای به نام bicorne را دقیقاً با استفاده از دستور پخت شیرینی ناپلئونی فرانسوی طراحی کردند که شبیه کلاه‌هایی بود که در دهه ۱۸۷۰ میلادی به صورت یونیفرم نظامی افسران اروپایی و آمریکایی استفاده می‌شد. لایه‌های زیاد این کیک برای روس‌ها سمبل ارتش ناپلئون بناپارت بود که در جنگ‌های ناپلئونی به رهبری شخص ناپلئون هدایت می‌شد. خرده شیرینی‌های روی این کیک، می‌توانست سمبلی از برف در روسیه باشد که روس‌ها را در دفع حمله ناپلئون یاری کرد.

## ترکیبات
شیرینی اکلر به‌طور سنتی، از سه لایه خمیر هزارلا و دو لایه کرم تشکیل شده است. لایه بالایی با پودر قند پوشیده شده است. در تغییرات بعدی، روی آن را با آیسینگ و شکلات پوشش می‌دهند.
اکلر اغلب با میوه‌هایی مثل توت فرنگی و تمشک، لایه لایه می‌شود.